# Проспект Карла Маркса (Петрозаводск)
Проспе́кт Ка́рла Ма́ркса (карел. Karl Marksan prospektu, фин. Karl Marxin valtakatu) — проспект в центральной части города Петрозаводска, столицы Республики Карелия. Проходит от Большой Петропавловской улицы до площади Ленина. Нумерация домов ведётся от Онежского озера. Является одной из самых старых улиц города.
Застройка проспекта включена в список памятников архитектуры и взята под государственную охрану как пример ансамблевой застройки 1950-х годов. Кроме того, здание Музея изобразительных искусств Карелии, памятники Карлу Марксу и Фридриху Энгельсу, Петру I являются памятниками федерального значения.
Вдоль проспекта располагаются парк Ямка, Мариинский бульвар, сквер Кукольного Театра, аллея Города Воинской Славы, что делает его одной из самых озеленённых улиц города.
7 июля 2025 года из состава проспекта Карла Маркса (на участке от Петровской набережной до площади Кирова) выделена ранее существовавшая улица — восстановлено историческое наименование, имеющее культурно-историческое значение — Большая Петропавловская улица.

## Названия
За свою историю улица неоднократно меняла названия. В XVIII, XIX веке, а также в начале XX века носила различные названия: линия Для Житья Штаб- и Обер-Офицерам, линия К Петровскому Заводу, линия К Старому Заводу, Нагорная линия — по расположению на возвышенности, Олонецкая дорога, Большая улица, Нагорская Слободская линия, Наличная улица, Прешпект, Олонецкая дорога, Олонецкий тракт, Санкт-Петербургская улица (название дано по городу Санкт-Петербургу, в направлении которого проходила улица), Петербургская улица, Английская улица (в связи с тем, что на улице были построены дома для шотландских («английских») специалистов («художников»), приехавших в 1786 году во главе с Чарльзом Гаскойном на Александровский завод), Владимирская улица (в честь посещавшего Петрозаводск великого князя Владимира Александровича), Мариинская улица — в честь великой княгини Марии Павловны, посещавшей Петрозаводск.
12 июня 1918 года Общим собранием Петрозаводского городского Совета рабочих и красноармейских депутатов Мариинская улица объединена с Соборной (нынешней Большой Петропавловской) улицей (которая проходила от Онежского озера) в проспект Карла Маркса — в честь германского мыслителя и общественного деятеля, основоположника марксизма.
3 ноября 1941 года начальником Петрозаводского района (представителем оккупационной власти) присвоено наименование улица Маршала — в честь маршала Финляндии Карла Густава Маннергейма.
1 декабря 1942 года оккупационный разведывательный отдел присвоил наименование улица Маннергейма.
31 декабря 1942 года оккупационными властями присвоено название Главная улица (по-фински — Valtakatu), которое отражало статус объекта в городе.
28 июня 1944 года, после освобождения Петрозаводска от захватчиков, возвращено советское наименование проспект Карла Маркса.
7 июля 2025 года из состава проспекта снова выделена самостоятельная улица на участке от Петровской набережной до площади Кирова (как это было до 1918 года), для данной улицы восстановлено историческое наименование, имеющее культурно-историческое значение — Большая Петропавловская улица. Проспект Карла Маркса с этого времени проходит от Большой Петропавловской улицы до площади Ленина.

## История застройки

### XVIII век

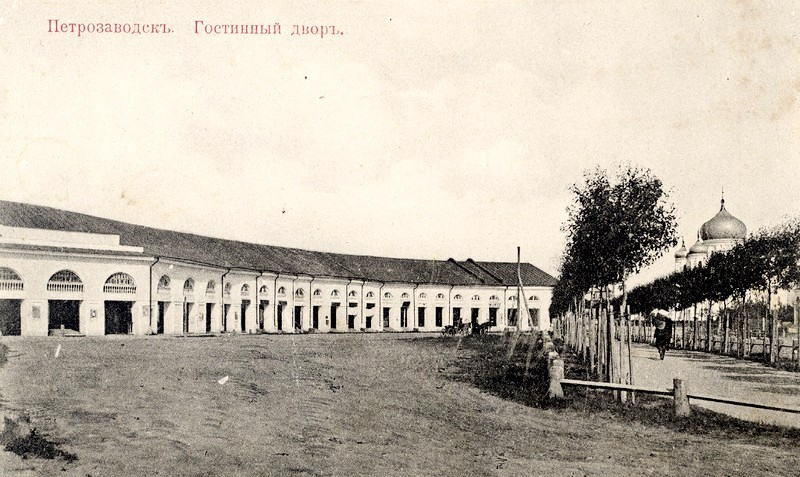
Гостиный двор в начале XX века.

В 1760-х годах по распоряжению командира Александровского завода Аникиты Сергеевича Ярцова на берегу реки Лососинки началось строительство жилых домов для заводского начальства и специалистов. Было выстроено восемь домов длиной по 12 саженей на каменном фундаменте.
С изменением статуса города, ставшего в 1784 году губернским городом, в них стали заселять чиновников. На улице жил Гаврила Романович Державин — правитель наместничества Олонецкой губернии, известный русский поэт.
В 1786 году Екатерина II принимает решение о переезде в Петрозаводск шотландских («английских») специалистов во главе с Карлом Гаскойном. Губернская администрация переезжает на Круглую площадь, а улицу передают шотландским («английским») специалистам, в связи с чем позднее улица стала называться Английской.
В 1787 году началась перестройка этих деревянных зданий, закончившаяся в 1793 году, часть домов была выложена кирпичом и оштукатурена.
В 1790 году по проекту архитектора Фёдора Крамера на улице был построен гостиный двор, на долгое время ставший центром торговли в Петрозаводске. Гостиный двор занимал большой квартал вплоть до Сенной площади.
В 1793 году купец Стахей Жданов начал строительство первого частного дома, рядом со зданием Гостиного двора.

### XIX век
После отъезда Гаскойна и многих шотландских специалистов к 1810 году часть помещений на Английской улице была отдана под административные нужды. В 1830-е — 1840 годы, кроме жилья заводских чиновников, на Английской был военный суд, заводской госпиталь, счётное отделение заводского правления, почта. В 1843 году в доме купца Жданова разместилось Горное правление Александровского завода. В 1863 году здание горного правления было продано городу, и там разместились городская управа, полиция, брандмейстер и городской пристав. В 1858 году напротив Гостиного двора было построено каменное здание гауптвахты, а 1895 году в этом здании разместилась Алексеевская публичная библиотека. В 1885 году улица была переименована в Мариинскую в честь великой княгини Марии Павловны. В 1895 году при здании городской управы была построена пожарная каланча.

Фотографии Мариинской улицы конца XIX — начала XX веков.
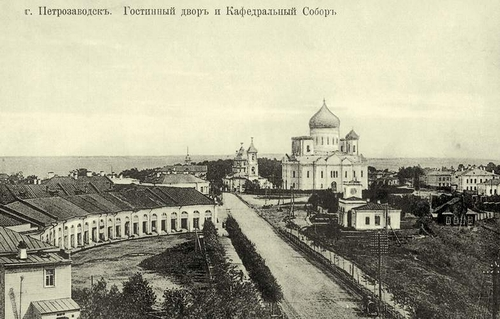
Вид с пожарной каланчи на Гостиный двор и Кафедральный Святодуховский собор.
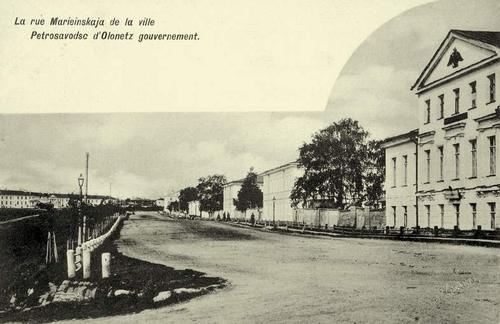
Открытка на французском языке с изображением Мариинской улицы. На переднем плане — здание городской управы.

### XX век
В 1900 году Мариинская улица замощена.
В 1905 году вдоль Мариинской улицы был устроен бульвар.
В 1911 году в здании бывшей гауптвахты открылся кинотеатр «Сатурн». В разное время здесь размещались телефонная станция, Алексеевская библиотека, кукольный театр. В 1960-х годах здание было сильно перестроено, а в 2006 году на этом же месте построено новое здание кукольного театра.
В 1912 году было построено здание Общественного собрания со зрительным залом на 550 мест. Позже там размещался кинотеатр «Триумф», затем Русский драматический театр, Финский драматический (ныне — Национальный) театр. Здание сильно перестраивалось в 1965 и 2003 годах.
Проспект сильно пострадал во время войны: здание гостиного двора было полностью разрушено, от многих зданий остались только фасады. В конце 1940-х — в начале 1950-х годов началась реконструкция проспекта. В ходе реконструкции, проходившей в два этапа, часть проспекта от площади Кирова до площади Ленина была расширена на 9 метров. Новые здания строились вторым рядом за существующими, которые затем сносились. При расширении проспекта был создан второй ряд зелёных насаждений вдоль домов, что с учётом существующего бульвара на незастроенной стороне превратило проспект в большой бульвар.
| |
| \| 6 8 10 12 14 16 19 18 20 22 24 Парк Победы Парк Онежского тракторного завода Парк культуры и отдыха Стадион «Юность» \| - Координаты конца проспекта (площадь Ленина): 61°47′16″ с. ш. 34°21′58″ в. д. |
| 6 8 10 12 14 16 19 18 20 22 24 Парк Победы Парк Онежского тракторного завода Парк культуры и отдыха Стадион «Юность»                                                                                      |

## Достопримечательности проспекта

### Площадь Кирова
Площадь Кирова расположена на пересечении проспекта Карла Маркса, улиц Куйбышева, Луначарского и Пушкинской улицы. До революции площадь носила название Соборная. В советские годы она была площадью Свободы, затем площадью Республики. В 1936 году переименована в площадь имени Кирова.
Первыми сооружениями на территории современной площади были две деревянные церкви: Петропавловская с высоким шпилем и Святодуховская (позже Воскресенская), построенные в начале XVIII века. В 1777 году Петрозаводская слобода получила статус города, и городская администрация начала реализацию первого городского плана застройки. Согласно ему, площадь вокруг храмов становилась почти квадратной, а также планировалось строительство каменного Кафедрального собора. В 1790 году было построено здание народного училища, которое позже станет Мужской гимназией (ныне Музей изобразительных искусств). В 1840 году был построен дом купца Сывороткина, которое позднее было приобретено мужской гимназией для размещения директора. По соседству в 1858 году было построено здание пансиона, в котором позже разместилась Женская гимназия (ныне здание ансамбля «Кантеле»).
Далее началась застройка другой стороны площади. В конце XIX века там были построены здания Петрозаводского ремесленного училища и уездного народного училища. В 1859—1872 годах на площади был возведён крупнейший в городе Святодуховский кафедральный собор, а в 1881 году воздвигнут памятник Александру II. После революции памятник императору снесли, в 1924 году сгорели Воскресенский и Петропавловский соборы. В 1936 году Святодуховский кафедральный собор был взорван. В том же году на его месте был установлен памятник Кирову.
В 1955 году по проекту архитектора Саввы Бродского было построено здание Музыкального театра, а в 1965 по проекту того же архитектора реконструировано здание Финского театра.
В настоящее время существуют планы дальнейшей реконструкции площади.
Дома № 6, 8, 10, 19, находящиеся на площади Кирова, входят в адресный список проспекта Карла Маркса.

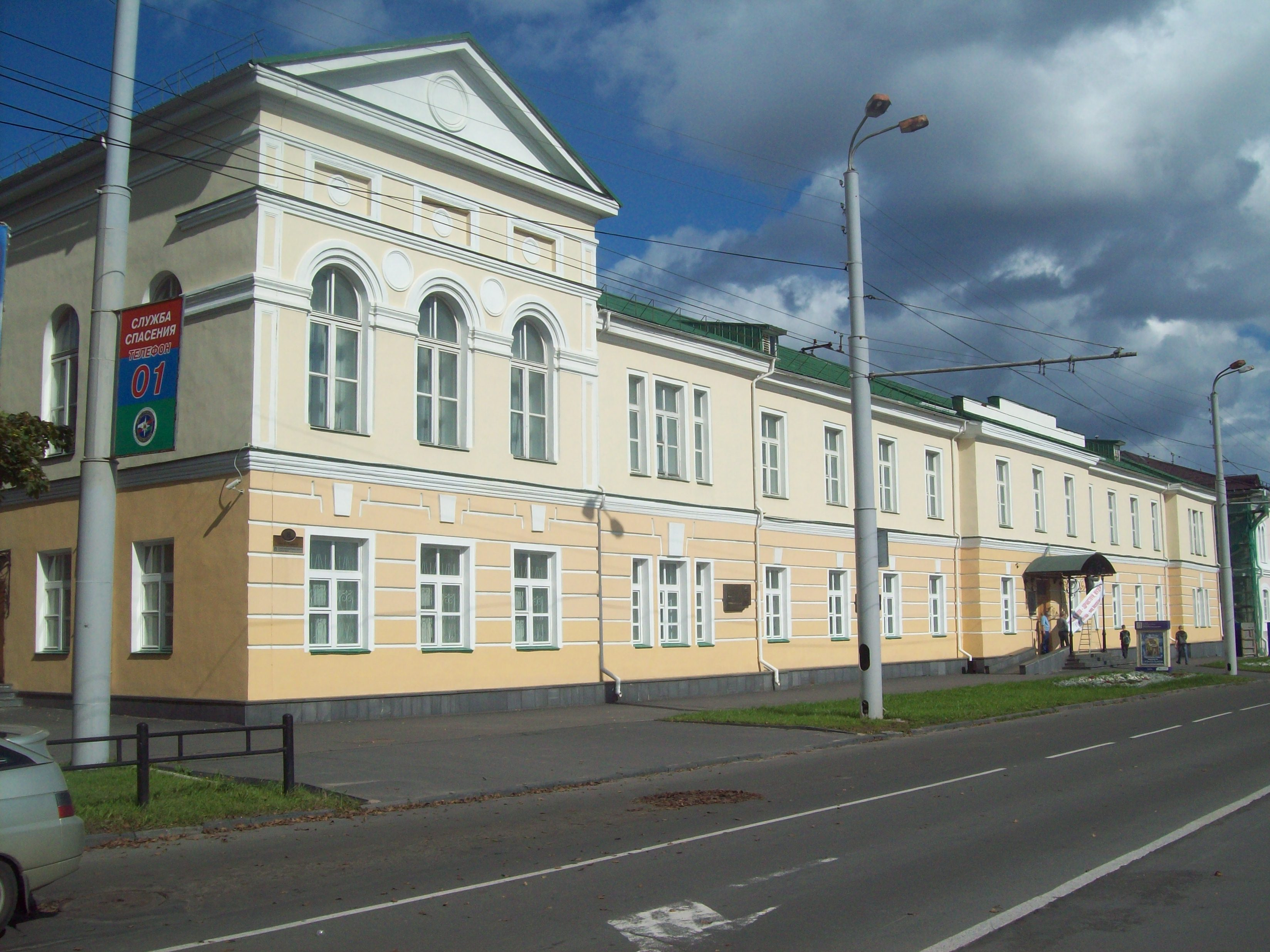
Музей изобразительных искусств Республики Карелия
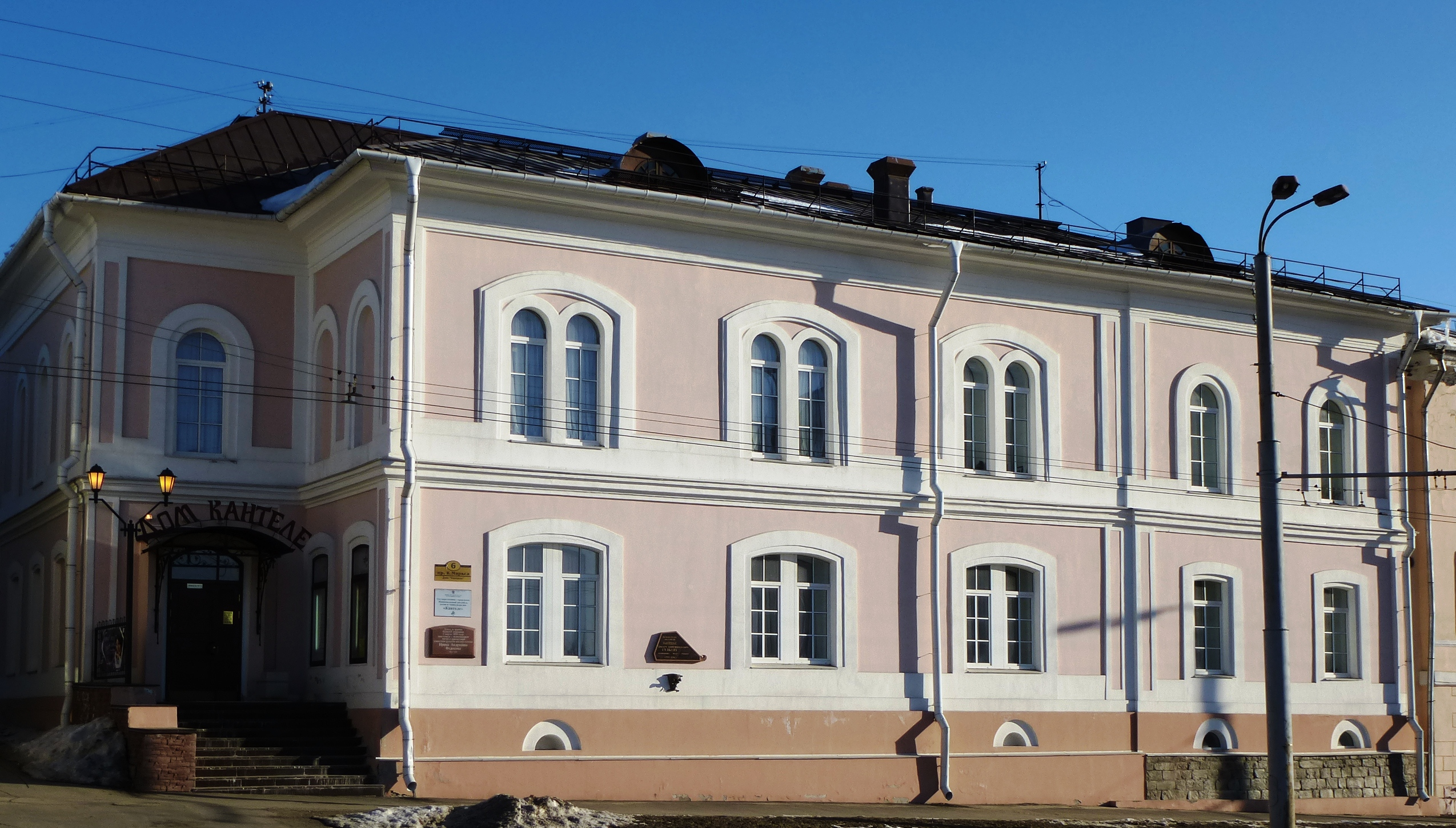
Дом «Кантеле»
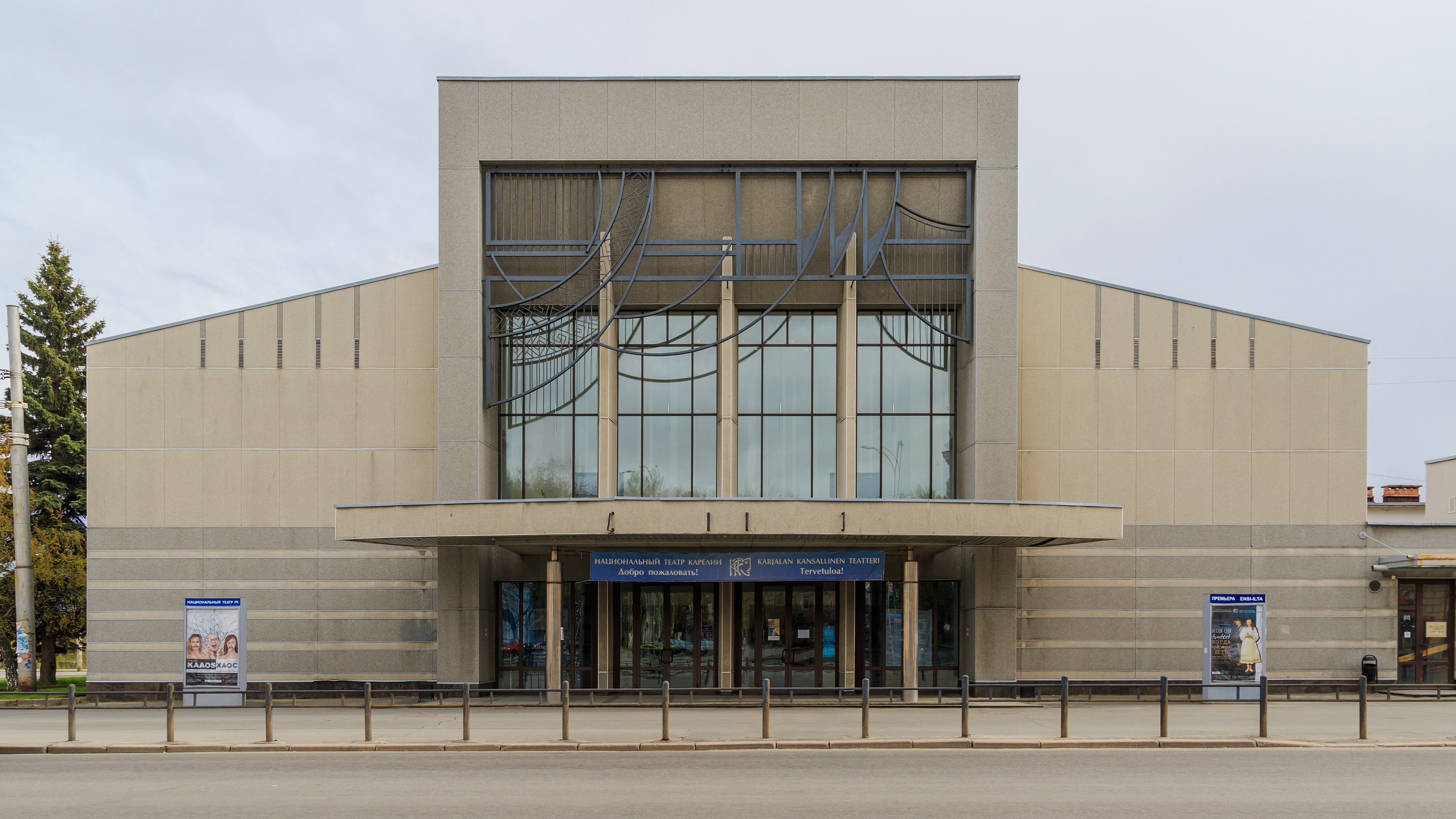
Национальный театр Республики Карелия
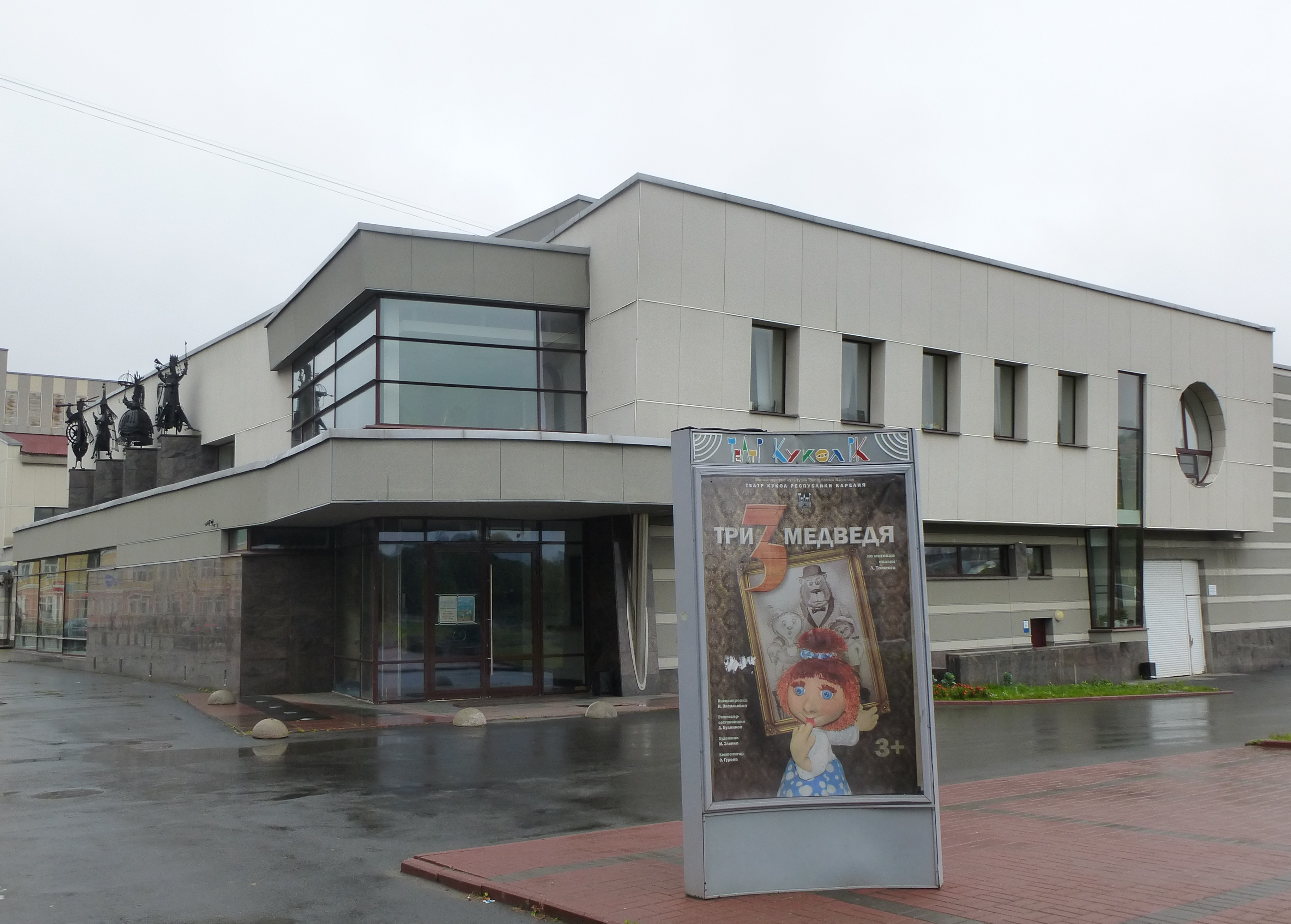
Карельский театр кукол

#### Дом «Кантеле», дом № 6
Здание Женской гимназии было построено в 1858 году по проекту губернского архитектора Тухтарова. Первоначально в здании размещался пансион, куда набирали детей из семей бедных дворян и чиновников для подготовки будущих канцеляристов. В 1861 году пансион был перестроен под Мариинское женское училище, отделку которого произвёл за свой счёт губернатор Арсеньев. Через десять лет училище было преобразовано в женскую гимназию. В 1872 году здание было реконструировано по проекту архитектора В. Г. Михайловского. В советские времена в здании размещались учебные заведения и общежитие пединститута.
В 1987 году в здании бывшей гимназии стал размещаться ансамбль «Кантеле». В рамках празднования 90-летия Республики Карелия в 2010 году здание было полностью реконструировано. Его площадь увеличилась в 2,5 раза. В нём появились зрительный зал на 100 мест, репетиционные классы, мастерские, оборудована студия звукозаписи.

#### Музей изобразительных искусств, дом № 8
В 1788 году началось строительство каменного здания народного училища, а 21 апреля 1790 года оно было торжественно открыто. На тот момент это было самое крупное здание в городе. После упразднения в 1796 году Олонецкой губернии училище было переведено в другое помещение, а в здании разместились городские присутственные места. В 1802 году здание бывшего училища горело, и было восстановлено только в 1810 году. В восстановленном здании была открыта мужская гимназия. После Октябрьской революции здесь разместилась казарма, затем сменилось несколько учреждений, а ныне это Музей изобразительных искусств Республики Карелия.

#### Здание Дирекции гимназии, дом № 10
Здание построено в 1840 году петрозаводским купцом 2-й гильдии Г. М. Сывороткиным на участке, приобретённом у мужской гимназии. Вскоре после смерти купца в 1875—1877 годах дом был приобретён мужской гимназией. На верхнем этаже разместилась квартира директора гимназии, а на нижнем — квартиры для двух помощников классных наставников. В 1918 году в здании была открыта первая в городе музыкальная школа. В советское время здание стало использоваться для административных целей. В настоящее время в нём располагается Государственный комитет по обеспечению жизнедеятельности, предупреждению и ликвидации чрезвычайных ситуаций.

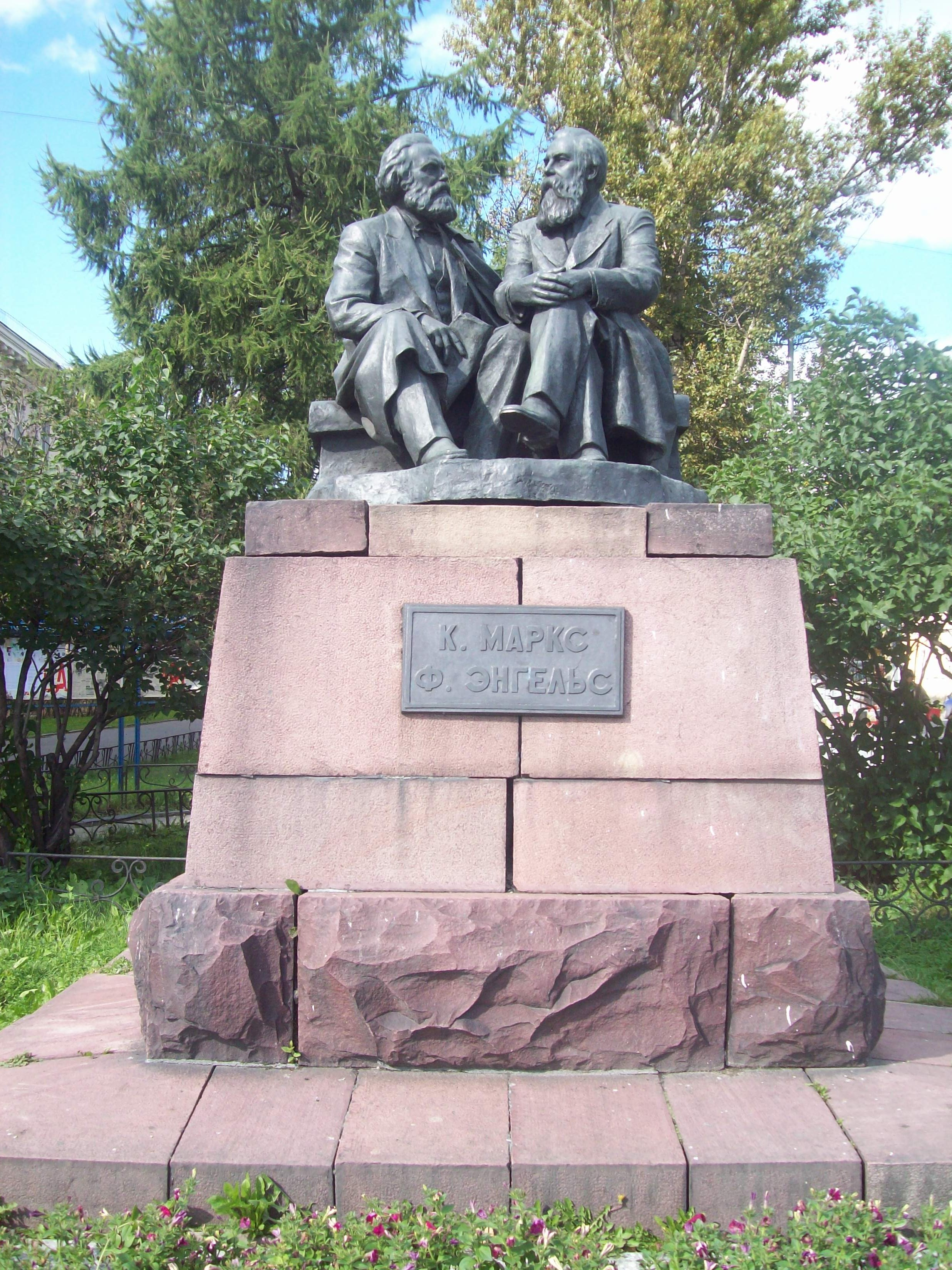
Памятник Карлу Марксу и Фридриху Энгельсу

### От площади Кирова до улицы Кирова

#### Памятник Карлу Марксу и Фридриху Энгельсу
На пересечении проспекта с улицей Куйбышева, у дома № 14, 10 мая 1960 года установлен памятник Карлу Марксу и Фридриху Энгельсу, которые запечатлены в момент беседы. Авторы этого памятника — украинские скульпторы Е. И. Белостоцкий, Э. М. Фридман и П. Ф. Остапенко. Скульптурная группа отлита из бронзы на Мытищинском заводе художественного литья, а пьедестал для неё высекли из шокшинского малинового кварцита.

#### Жилые дома № 12 и 14
Построены в 1953—1956 годах по проекту архитектора Лазаря Юделевича Тарлера в стиле неоренессанса. Дом № 12 выходит южным фасадом на проспект Карла Маркса, а северным — на улицу Куйбышева. Главный фасад здания с восьмигранными башенками выходит на площадь Кирова. Дом № 14 соединён с домом № 12 аркой.
Дома являются четырёхэтажными, построены из кирпича. Первые этажи домов рустованы; здесь расположены магазины и кафе. Остальные этажи — жилые. Верхние этажи ограничены богато декорированным карнизом и украшены ритмичным рядом декоративных композиций.

#### Торговый дом «Карелия-Маркет», дом № 16
В 1930-е годы здесь было построено здание типографии им. Анохина и ассигнационный банк. После войны это было одно из немногих сохранившихся зданий. Однако в 1957 году оно почти полностью сгорело, и в 1967 году на его месте по проекту Л. Ротинова и В. Архипова был построен трёхэтажный универмаг «Карелия», хорошо вписавшийся в застройку 1950-х годов. На тот момент он был самым крупным универмагом в городе (торговая площадь составляла 2940 м²). В 2001—2002 годах здание было сдано в долгосрочную аренду. В эти же годы была проведена реконструкция здания, в ходе которой торговая площадь увеличилась до 3963 м², за счёт складских помещений на третьем этаже. В 2006—2007 годах была произведена ещё одна реконструкция здания.

#### Здание Национального театра и театра кукол, дом № 19
История здания Национального театра и театра кукол, несмотря на его современный вид, насчитывает более 150 лет. В 1858 году напротив Гостиного двора было построено каменное здание гауптвахты. В 1872 г. мещанином Корытовым был куплен флаг с изображением герба Олонецкой губернии. В 1895 году в этом здании разместилась Алексеевская публичная библиотека. По соседству в 1912 году было построено здание Общественного собрания со зрительным залом на 550 мест. Позже там размещался кинотеатр «Триумф», а в советское время — Государственный театр драмы. Архитектор Савва Бродский в 1965 году перестроил оба здания, стоящие рядом, в единый театральный комплекс. В левом крыле разместился Финский драматический театр, а в правом — театр кукол. В 1995—2006 годах проходила масштабная реконструкция здания, в ходе которой оба театра были оснащены современным оборудованием, была увеличена площадь помещений, а крыло с театром кукол приобрело совершенно другой вид. На фасаде Театра кукол в 2006 году установлены четыре скульптуры: Мореплавателя, Скомороха, Феи и Путешественника.

### От улицы Кирова до улицы Дзержинского

#### Министерство внутренних дел Республики Карелии, дом № 18
Здание построено в 1949 — 1951 годы по проекту архитектора М. Ф. Вячеславиной. До 1981 года в нём размещался Исполнительный комитет Петрозаводского городского Совета народных депутатов, а с 1982 — Министерство внутренних дел Карельской АССР.
Здание построено в стиле неоклассицизма. Возведено из кирпича, отштукатурено. Первый этаж облицован гранитом. В лоджии главного фасада поставлен портик. Маленькая площадь, расположенная перед главным фасадом, ориентирована в сторону площади Кирова.

Памятник сотрудникам органов внутренних дел, погибшим при исполнении служебного долга

#### Памятник сотрудникам органов внутренних дел, погибшим при исполнении служебного долга
Открыт в 2008 году перед домом № 18. Открытие было приурочено к 85-летию образования Министерства внутренних дел Республики Карелия. Инициатором создания памятника выступил Совет ветеранов внутренних дел и внутренних войск Республики. Автор памятника — скульптор, заслуженный деятель искусств Республики Карелии Ченка Шуквани. На постаменте из чёрного гранита он изобразил фигуру орла. Монумент создавался на пожертвования сотрудников министерства и ветеранов, при поддержке Главы Республики Сергея Катанандова и директоров крупных предприятий.

#### Жилой дом № 20
Здание построено в 1950—1953 годах по проекту архитектора М. Ф. Вячеславиной в стиле неоренессанс. Возведено из кирпича, отделано декоративной крошкой. В 1950-е годы торец здания был связан аркой с домом, расположенным по улице Дзержинского. На первом этаже расположены магазины; на втором, третьем и четвёртом этажах — квартиры. Первый этаж дома рустован, а верхние украшены ритмичным рядом декоративных композиций.

### От улицы Дзержинского до площади Ленина

#### Жилой дом № 22
Здание построено на пересечении проспекта с улицей Дзержинского в 1950—1952 годах по проекту архитектора Марины Георгиевны Старченко в стиле неоренессанса. Здание представляет собой асимметричную композицию, образованную четырьмя четырёхэтажными объёмами с вальмовыми крышами: двумя вытянутыми крыльями разной длины и центральной частью с вогнутой стеной, обращённой на угол между проспектом и улицей. Фасад центральной части имеет симметричную композицию с размещением на оси главного входа, балкона 4-го этажа, восьмигранного чердачного окна и фигурного фронтона. На первом этаже здания расположены магазины, в центральной части — кафе, а на втором, третьем, четвёртом этажах — жилые квартиры.

#### ЗданиеКареллеспрома, дом № 24
Здание построено в 1954 — 1956 годах в стиле неоклассицизма по проекту архитекторов А. И. Власова и Э. О. Эвартау. Оно занимает угловое положение в планировочной структуре проспекта, выходя фасадом восточного крыла на проспект, а фасадом западного крыла на улицу Андропова. Построено из кирпича. Отличительной чертой здания является развитый ордер и обилие лепных деталей.
Первоначально в здании размещался Совнархоз КФССР. С 1965 года — лесопромышленное объединение «Кареллеспром». В настоящее время в здании размещается Министерство по природопользованию и экологии и Министерство экономического развития Республики Карелия.
В 1960-е годы к восточному крылу здания был пристроен дополнительный объём. Автор пристройки — архитектор Эмилия Андриановна Тентюкова.
На месте этого здания стоял дом первого губернатора Олонецкой губернии Гавриила Романовича Державина, о чём сообщает мемориальная доска.

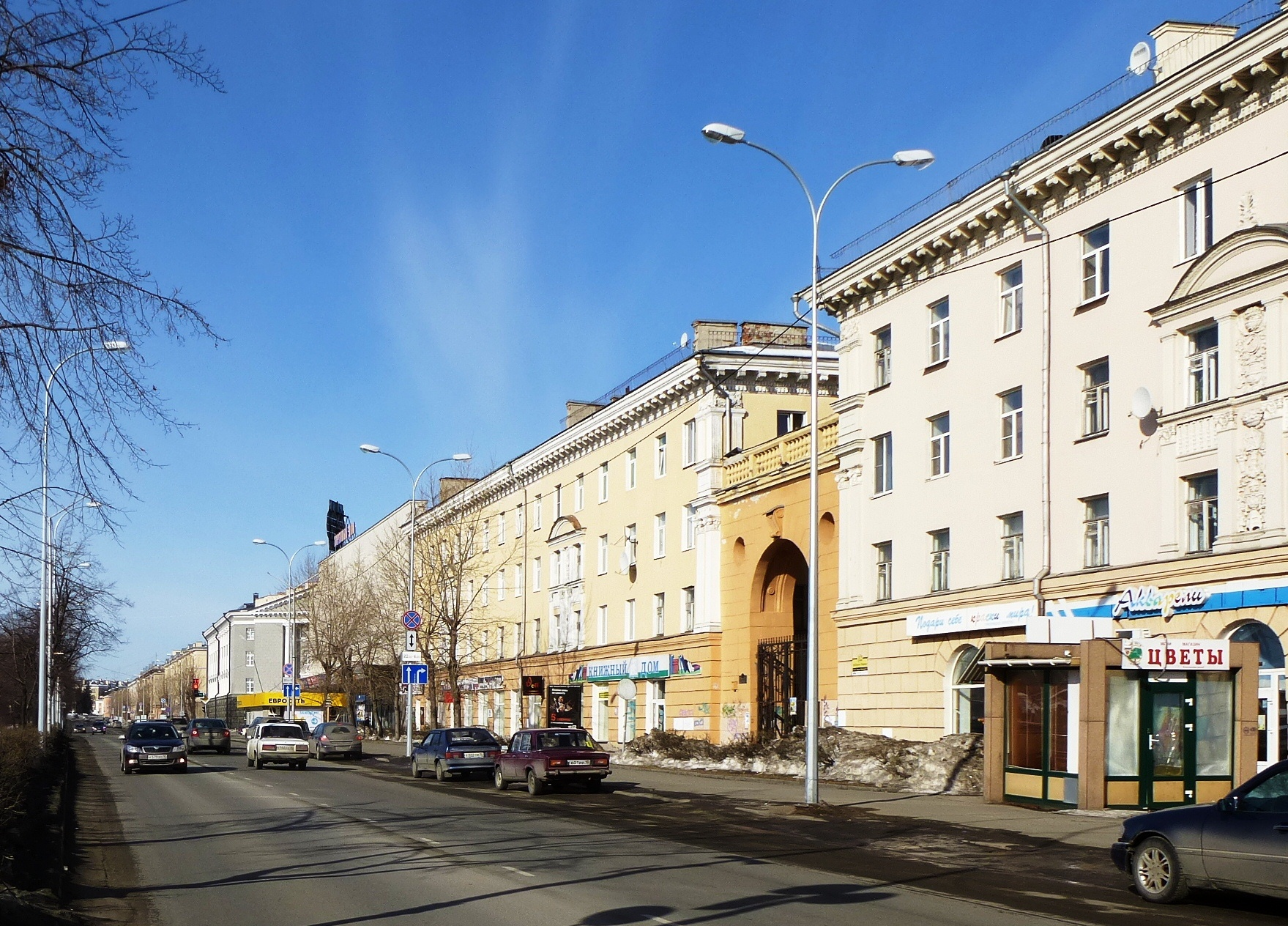
Жилые дома № 14, 16
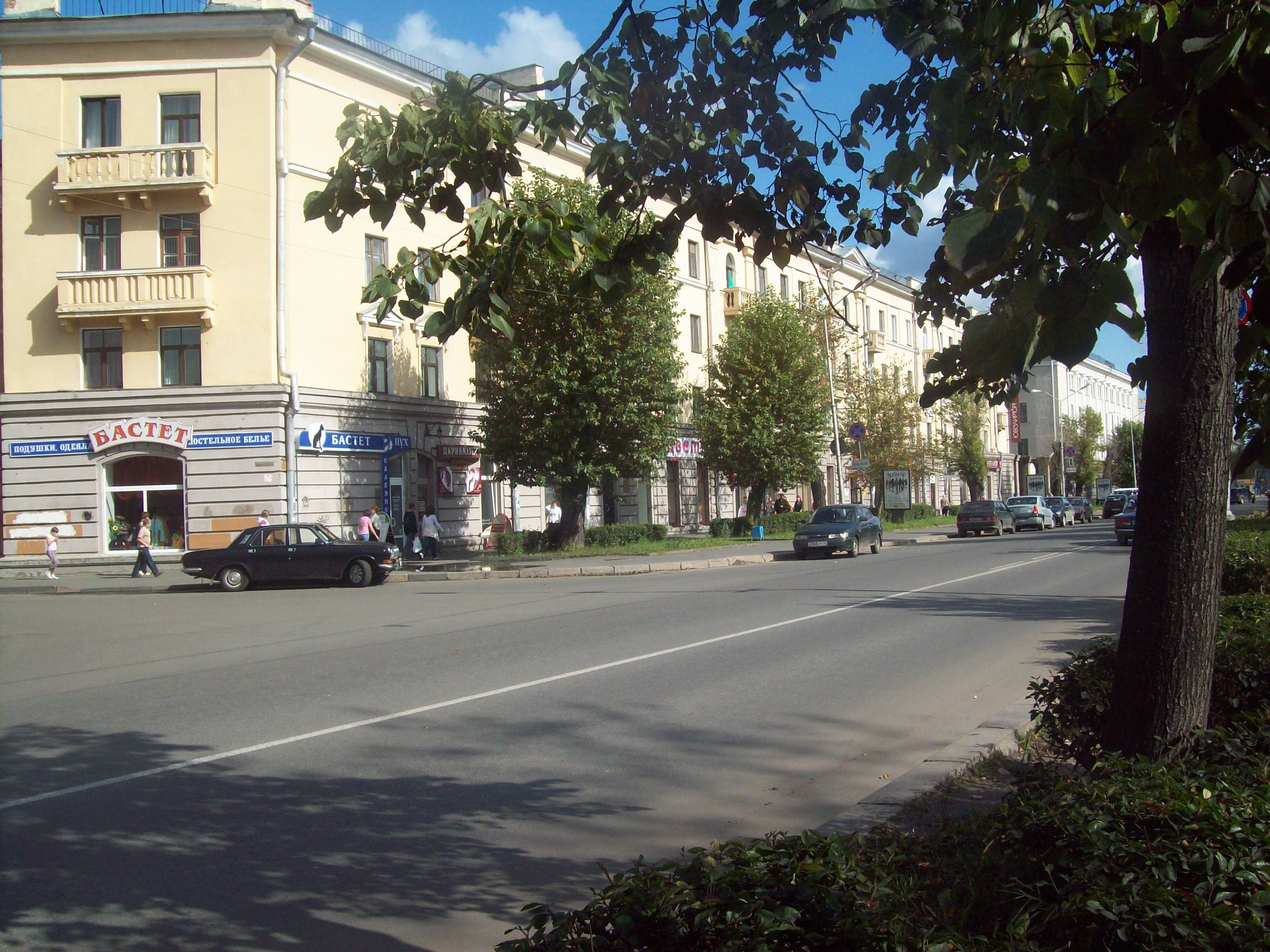
Жилой дом № 20
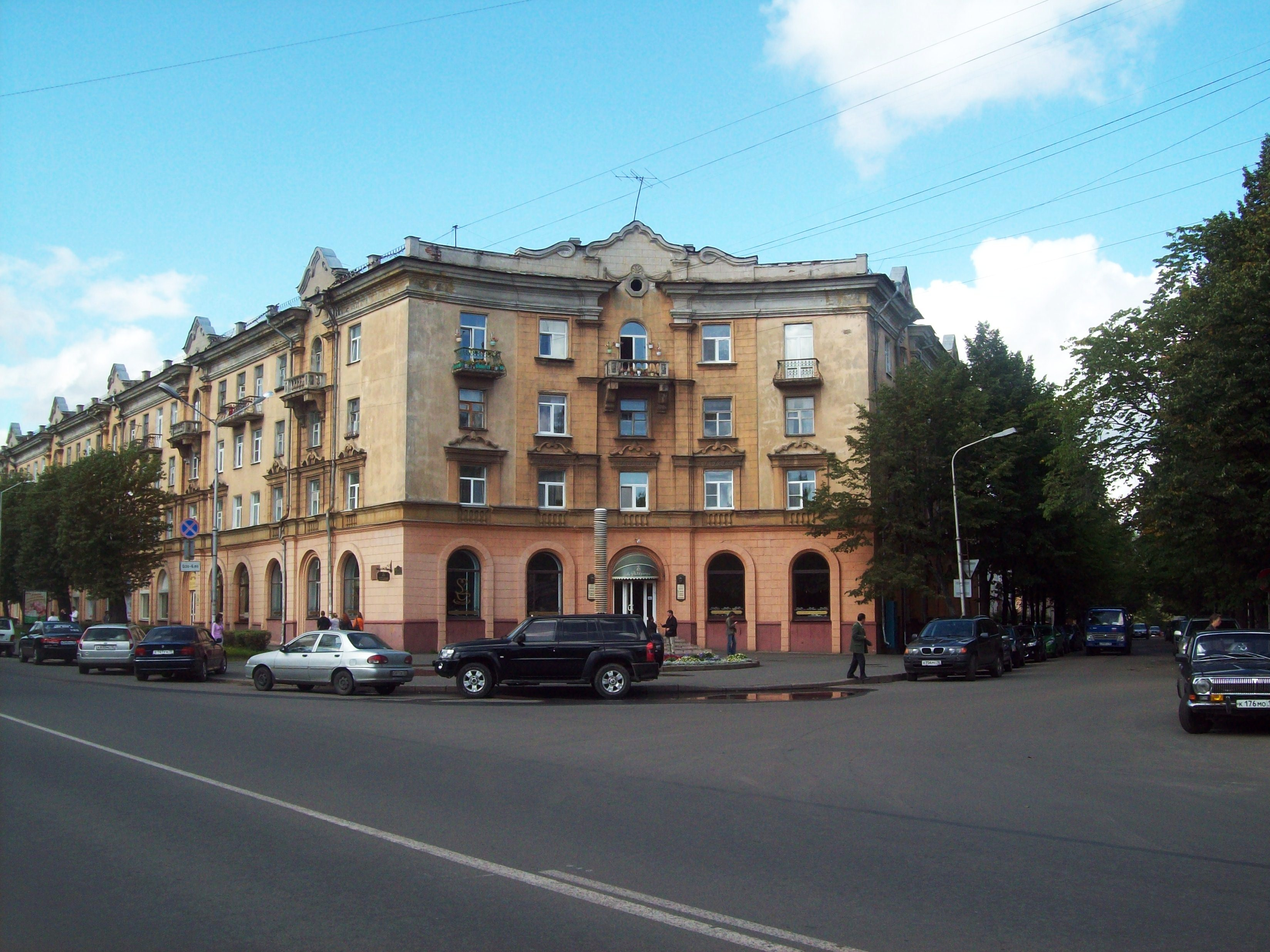
Жилой дом № 22
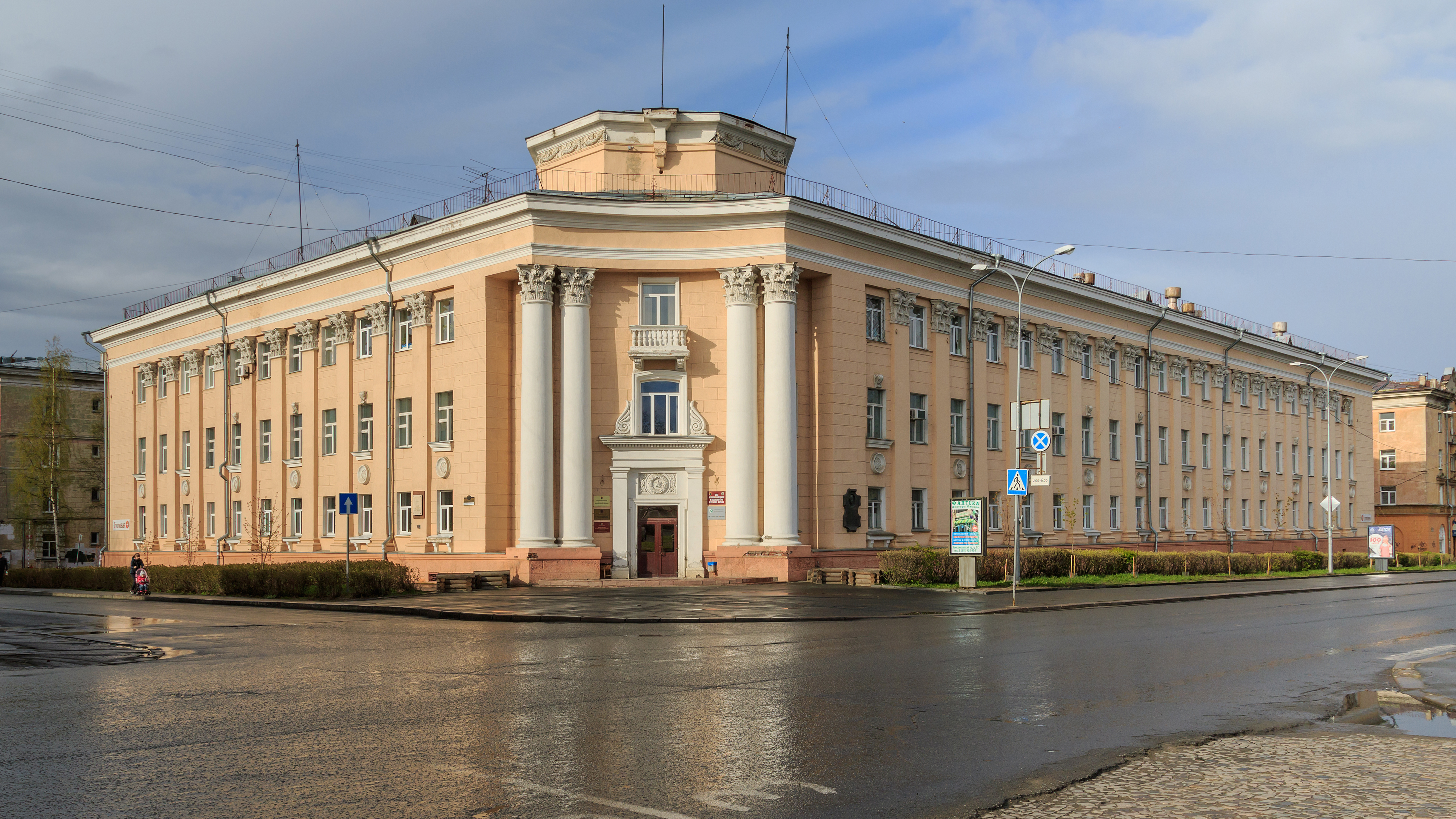
Здание Министерств экономического развития и лесного комплекса Республики Карелия

#### Площадь Ленина
Площадь расположена на пересечении проспекта Карла Маркса и улицы Фридриха Энгельса. За свою более чем двухсотлетнюю историю площадь сменила более десятка названий, а в 1969 году переименована в площадь Ленина.
В 1770-е годы на территории площади было построено 8 каменных административных зданий (шесть отдельных двухэтажных зданий и два флигеля). В них стали размещаться заводская канцелярия, горный командир, лаборатория, школа, аптека. В 1782 году в Петрозаводск из Олонца были переведены присутственные места и по указу Екатерины II здания на площади было велено передать из горного ведомства гражданской администрации. В 1784 году Петрозаводск стал губернским центром и в связи с этим здания на площади подверглись реконструкции. 6 из 8 зданий путём встроек между ними были объединены в два длинных корпуса. После реконструкции в юго-западном здании разместились губернатор и вице-губернатор, а в северо-восточном — генерал-губернатор, присутственные места и казённая палата. В начале XIX века здания сильно пострадали от пожаров и обветшали. В 1830-е—1840-е годы на площади велись работы по укреплению архитектурных конструкций зданий, постройке каменных тротуаров, забора, соединившего кордегардии с полукруглыми корпусами, удлинению угловых флигелей, частичной перепланировке помещений. После реконструкции в юго-западном здании размещалась резиденция губернатора, в северо-восточном — присутственные места. В 1873 году в центре площади был воздвигнут памятник Петру I архитектора Шредера. После революции 1917 года в зданиях разместились исполнительный комитет Совета рабочих, крестьянских и красноармейских депутатов Карельской Трудовой Коммуны и его отделы, совнарсуд, ревтрибунал, отделение госбанка и военный комиссариат. Памятник Петру I демонтировали, а на его месте в 7 ноября 1933 года воздвигли гранитный памятник Ленину. В 1969 году, на площади был построен мемориальный комплекс «Могила Неизвестного солдата» с Вечным огнём Славы. В 1990-е годы в юго-западном здании был размещён Карельский государственный краеведческий музей, а в северо-восточном — министерство культуры и по связям с общественностью Республики Карелия и Республиканский центр Национальных Культур.

### Мариинский бульвар и Парк Ямка
Вдоль проспекта расположен Мариинский бульвар, начинающийся от мемориала Неизвестному солдату и продолжающийся по крутому склону, ведущему к реке Лососинке. Идея создания бульвара вдоль всей Мариинской улицы принадлежит вице-губернатору Петрозаводска К. М. Шидловскому и датируется 1905 годом, когда здесь была высажена аллея тополей. Позднее практически все тополя были заменены липами, которые украшают бульвар по настоящее время.
24 сентября 2021 года на бульваре состоялось открытие памятника начальнику Олонецких горных заводов Гаскойну (1737—1806).
Парк Ямка (ранее — Парк Онежского тракторного завода) располагается в естественном понижении рельефа между проспектом Карла Маркса, рекой Лососинкой, площадями Ленина и Кирова. Он является своеобразным продолжением бульвара. Площадь парка — 6,6 га. С XVIII века это место было песчаным карьером, затем — свалкой шлаков Александровского завода. В 1934 году разбит парк, решённый в ландшафтном стиле. В настоящее время существуют проекты по его дальнейшему благоустройству.

#### Стадион «Юность»
Стадион расположен к востоку от парка Онежского тракторного завода. Его площадь равна 50 тысячам м². Здесь расположены футбольное поле, баскетбольные и волейбольные площадки, беговые дорожки, скейтпарк, запасное поле и административное здание. Стадион был построен в 1930 году. В 2006 — 2009 годах проводилась масштабная реконструкция стадиона.

## Транспорт
Проспект Карла Маркса является важной транспортной артерией города. Автобусное сообщение осуществляется только на участке от Большой Петропавловской улицы до улицы Кирова и в только одном в направлении (в сторону площади Ленина). На проспекте существует одна автобусная остановка (у жилого дома № 12), на которой останавливаются маршруты № 8, 12, 17, 26. История автобусного движения на проспекте начинается с 9 мая 1915 года, когда в городе был создан первый автобусный маршрут. Он начинался от Александровской улицы (ныне — проспект Александра Невского) и заканчивался в Сулажгоре. Впоследствии в этом же году маршрут был закрыт, восстанавливался на участке от Гостиного двора до вокзала (ныне — станция Петрозаводск-товарная) на нерегулярной основе в 1918 году, 1922 году, а с 1927 года автобусы от Гостиного двора стали ходить регулярно.
Троллейбусное движение на проспекте осуществляется только в пределах площади Кирова (маршрут № 6). Кроме того, маршруты троллейбусов пересекают магистраль по улице Куйбышева (№ 1 от улицы Чистой до Кемской улицы, № 6 от Товарной станции до улицы Корабелов и № 7 от Чистой улицы до улицы Корабелов).

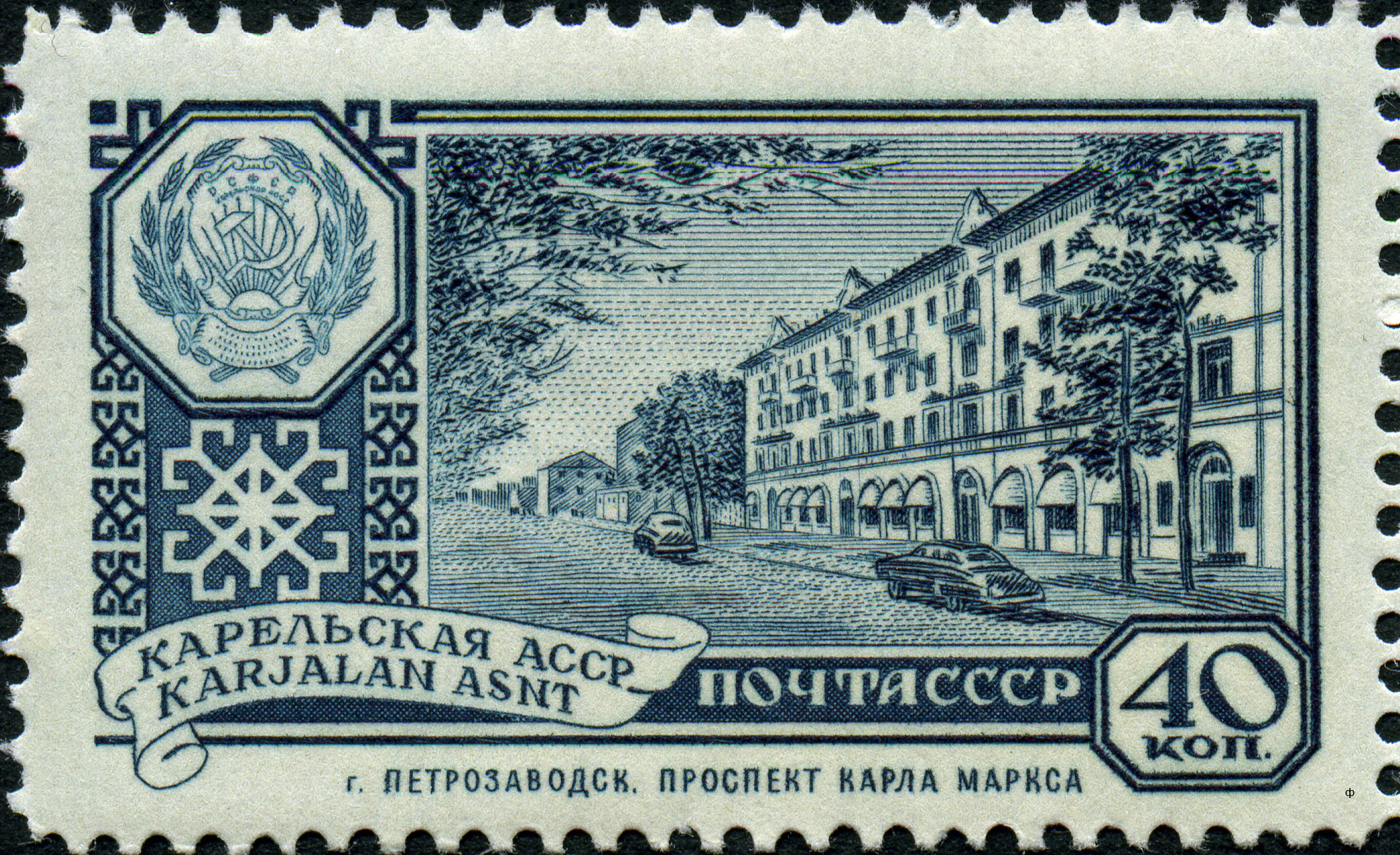
Проспект Карла Маркса, Петрозаводск, Карельская АССР. Марка СССР, 1960 г.

## Проспект в искусстве и филателии
- Карельский художник Зиновий Ефимович Львович написал две картины, изображающие проспект: «Проспект Карла Маркса» (1953) и «Новый город» (1960)[30].
- Художник Алексей Иванович Авдышев написал картину с изображением проспекта в 1957 году[31].
- Изображения дома № 22 на проспекте Карла Маркса присутствует на марке «Петрозаводск» из серии «Столицы автономных советских социалистических республик» 1960 года выпуска (на илл.).